# Salix sclerophylla
Salix sclerophylla är en videväxtart som beskrevs av Nils Johan Andersson. Salix sclerophylla ingår i släktet viden, och familjen videväxter.

## Underarter
Arten delas in i följande underarter:
- S. s. obtusa
- S. s. tibetica